# A Pobra do Brollón
A Pobra do Brollón település Spanyolországban, Lugo tartományban. A Pobra do Brollón Monforte de Lemos, Bóveda, O Incio, Samos, Folgoso do Courel, Quiroga és Ribas de Sil községekkel határos. Lakosainak száma 1619 fő (2024).

## Népesség
A település népessége az elmúlt években az alábbi módon változott:
| Lakosok száma | 2609 | 2425 | 2201 | 2105 | 1968 | 1830 | 1709 | 1648 | 1551 | 1619 |
|               | 2001 | 2004 | 2007 | 2009 | 2012 | 2014 | 2017 | 2019 | 2022 | 2024 |